# Saxicola leucurus
Saxicola leucurus là một loài chim trong họ Muscicapidae.